# Bryan Acosta
Bryan Josué Acosta Ramos (La Ceiba, Atlántida, Honduras; 24 de noviembre de 1993) es un futbolista hondureño. Juega como mediocentro defensivo y su equipo actual es el Nashville Soccer Club de la Major League Soccer.

## Trayectoria

### Real España
Se inició en los clubes Victoria y Vida (siendo desechado por ambos), pero luego pasó a las reservas del Real España donde hizo gran parte de las categorías formativas. En 2013, a petición de Hernán Medford, Acosta fue ascendido al equipo de primera división. 
El 28 de septiembre de 2013 hizo su debut profesional en Real España ingresando de titular, frente al Vida, por la novena fecha del Torneo Apertura 2013, en un encuentro disputado en el Estadio Nilmo Edwards de La Ceiba, que terminó con un empate de 1 a 1. Ese mismo año se consagró campeón del Torneo Apertura 2013. 
Su primer gol con la camisa de Real España lo convirtió el 16 de abril de 2014 en el mismo estadio que debutó, pero en la derrota del 2 a 1 contra el Victoria.

### Tenerife
El 12 de julio de 2017 fue anunciado como refuerzo del Tenerife, tras haber firmado un contrato hasta 2022. Su presentación oficial con el club español se realizó el 1 de agosto.
Debutó el 18 de agosto durante la victoria de 1 a 0 sobre Real Zaragoza, en un juego correspondiente a la primera jornada de la temporada 2017-18. El 30 de noviembre anotó su primer gol durante un juego válido por la Copa del Rey contra Espanyol en el RCDE Stadium. El 25 de marzo marcó su primer gol en Liga, contra el Lorca.

### Dallas
El 8 de enero de 2019 se oficializó su traspaso al Dallas de la Major League Soccer, club que pagó US$ 3.2 millones por el 100 % de sus derechos deportivos. Debutó como titular el 2 de marzo de 2019 durante el empate de 1-1 contra New England Revolution. Su primer gol lo marcó el 9 de marzo de 2019 en la victoria de su equipo por 2-0 sobre Los Angeles Galaxy. El 20 de abril de 2019 marcó su primer gol fuera del Toyota Stadium en el triunfo de 1-2 sobre Atlanta United.

## Selección nacional

### Selecciones menores
En el mes de marzo de 2013 fue convocado para participar en el Juegos Deportivos Centroamericanos 2013 en donde la Selección de fútbol de Honduras Sub-21 se adjudicó el título de campeón.
El 25 de julio de 2016 se anunció su convocatoria a la Selección Olímpica de Honduras para disputar los Juegos Olímpicos de Río 2016.

#### Participaciones en Juegos Olímpicos
| Juegos Olímpicos             | Sede   | Resultado    | Partidos | Goles |
| ---------------------------- | ------ | ------------ | -------- | ----- |
| Juegos Olímpicos de Río 2016 | Brasil | Cuarto lugar | 6        | 0     |

### Selección absoluta
El 26 de febrero de 2014 es convocado por Luis Fernando Suárez (como preparación para la Copa Mundial de Fútbol de 2014) para el partido amistoso del 5 de marzo contra la Selección de Venezuela en San Pedro Sula. Ingresó de cambio en ese partido, sustituyendo a Walter Williams en el minuto 46.
Luego, el 29 de agosto de 2014 se anunció que Acosta había sido convocado para disputar la Copa Centroamericana 2014 con Honduras.

#### Participaciones internacionales
| Campeonato                        | Sede                                  | Resultado        | Partidos | Goles |
| --------------------------------- | ------------------------------------- | ---------------- | -------- | ----- |
| Copa Centroamericana 2014         | Estados Unidos                        | Quinto lugar     | 2        | 0     |
| Copa de Oro 2015                  | Estados Unidos · Canadá               | Fase de grupos   | 2        | 0     |
| Copa de Oro 2017                  | Estados Unidos                        | Cuartos de final | 3        | 0     |
| Clasificación a Copa Mundial 2018 | Concacaf                              | No clasificó     | 6        | 0     |
| Copa de Oro 2019                  | Estados Unidos · Costa Rica · Jamaica | Fase de grupos   | 3        | 0     |
| Liga de Naciones 2019-20          | Concacaf                              | Tercer lugar     | 4        | 0     |
| Copa Oro 2021                     | Estados Unidos                        | Cuartos de final | 4        | 0     |
| Liga de Naciones 2022-23          | Concacaf                              | Fase de grupos   | 0        | 0     |
| Clasificación a Copa Mundial 2022 | Concacaf                              | No clasificó     | 7        | 0     |
| Copa Oro 2023                     | Estados Unidos · Canadá               | Fase de grupos   | 3        | 0     |
| Liga de Naciones 2023-24          | Concacaf                              | Cuartos de final | 5        | 0     |
| Liga de Naciones 2024-25          | Concacaf                              | Cuartos de final | 3        | 0     |
| Clasificación a Copa Mundial 2026 | Concacaf                              | Por definir      | 0        | 0     |

## Estadísticas

### Clubes
Actualizado al último partido jugado el 31 de mayo de 2025.
| Club | Temporada           | Div.                | Liga  | Liga  | Copas nacionales(1) | Copas nacionales(1) | Torneos internacionales(2) | Torneos internacionales(2) | Total | Total |
| Club | Temporada           | Div.                | Part. | Goles | Part.               | Goles               | Part.                      | Goles                      | Part. | Goles |
| --- | ------------------- | ------------------- | ----- | ----- | ------------------- | ------------------- | -------------------------- | -------------------------- | ----- | ----- |
| Real C. D. España Honduras |                     |                     |       |       |                     |                     |                            |                            |       |       |
| 2013-14 | 1.ª                 | 30                  | 1     | -     | -                   | -                   | -                          | 30                         | 1     |       |
| 2014-15 | 1.ª                 | 38                  | 4     | -     | -                   | 4                   | 0                          | 42                         | 4     |       |
| 2015-16 | 1.ª                 | 28                  | 5     | -     | -                   | -                   | -                          | 28                         | 5     |       |
| 2016-17 | 1.ª                 | 33                  | 9     | -     | -                   | -                   | -                          | 33                         | 9     |       |
| Total | Total               | 129                 | 19    | 0     | 0                   | 4                   | 0                          | 133                        | 19    |       |
| C. D. Tenerife · España |                     |                     |       |       |                     |                     |                            |                            |       |       |
| 2017-18 | 2.ª                 | 31                  | 3     | 3     | 1                   | -                   | -                          | 34                         | 4     |       |
| 2018-19 | 2.ª                 | 16                  | 2     | 1     | 0                   | -                   | -                          | 17                         | 2     |       |
| Total | Total               | 47                  | 5     | 4     | 1                   | 0                   | 0                          | 51                         | 6     |       |
| F. C. Dallas Estados Unidos |                     |                     |       |       |                     |                     |                            |                            |       |       |
| 2019 | 1.ª                 | 27                  | 3     | 0     | 0                   | -                   | -                          | 27                         | 3     |       |
| 2020 | 1.ª                 | 11                  | 0     | 0     | 0                   | -                   | -                          | 11                         | 0     |       |
| 2021 | 1.ª                 | 23                  | 0     | 0     | 0                   | -                   | -                          | 23                         | 0     |       |
| Total | Total               | 61                  | 3     | 0     | 0                   | 0                   | 0                          | 61                         | 3     |       |
| Colorado Rapids Estados Unidos |                     |                     |       |       |                     |                     |                            |                            |       |       |
| 2022 | 1.ª                 | 26                  | 0     | 1     | 0                   | 2                   | 0                          | 29                         | 0     |       |
| 2023 | 1.ª                 | 14                  | 0     | 0     | 0                   | 1                   | 0                          | 15                         | 0     |       |
| Total | Total               | 40                  | 0     | 1     | 0                   | 3                   | 0                          | 44                         | 0     |       |
| Portland Timbers Estados Unidos |                     |                     |       |       |                     |                     |                            |                            |       |       |
| 2023 | 1.ª                 | 7                   | 0     | 0     | 0                   | -                   | -                          | 7                          | 0     |       |
| Total | Total               | 7                   | 0     | 0     | 0                   | 0                   | 0                          | 7                          | 0     |       |
| Gaziantep F. K Turquía |                     |                     |       |       |                     |                     |                            |                            |       |       |
| 2023-24 | 1.ª                 | 1                   | 0     | 0     | 0                   | -                   | -                          | 1                          | 0     |       |
| Total | Total               | 1                   | 0     | 0     | 0                   | 0                   | 0                          | 1                          | 0     |       |
| Real C. D. España Honduras |                     |                     |       |       |                     |                     |                            |                            |       |       |
| 2024-25 | 1.ª                 | 15                  | 1     | 0     | 0                   | -                   | -                          | 15                         | 1     |       |
| Total | Total               | 15                  | 1     | 0     | 0                   | 0                   | 0                          | 15                         | 1     |       |
| Nashville S. C. Estados Unidos |                     |                     |       |       |                     |                     |                            |                            |       |       |
| 2025 | 1.ª                 | 9                   | 0     | 2     | 0                   | -                   | -                          | 11                         | 0     |       |
| Total | Total               | 9                   | 0     | 2     | 0                   | 0                   | 0                          | 11                         | 0     |       |
| Total en su carrera | Total en su carrera | Total en su carrera | 309   | 28    | 7                   | 1                   | 7                          | 0                          | 323   | 28    |
| (1)Incluye datos de Copa del Rey, Lamar Hunt U.S. Open Cup y Copa de Turquía. (2)Incluye datos de Liga de Campeones de la Concacaf y Leagues Cup. |                     |                     |       |       |                     |                     |                            |                            |       |       |

## Palmarés

### Títulos nacionales
| Título          | Club        | País     | Año  |
| --------------- | ----------- | -------- | ---- |
| Torneo Apertura | Real España | Honduras | 2013 |

### Títulos internacionales
| Título                                            | Club                                   | País       | Año  |
| ------------------------------------------------- | -------------------------------------- | ---------- | ---- |
| Medalla de Oro Juegos Deportivos Centroamericanos | Selección de fútbol de Honduras Sub-21 | Costa Rica | 2013 |